# إجراء المتاهة المصغرة
إجراء المتاهة المصغرة أو إجراءات ميني ميز هي إجراءات جراحية قلبية تهدف إلى علاج الرجفان الأذيني، وهو اضطراب شائع من اضطرابات النظم القلبي. استُمدّت هذه الإجراءات من إجراء المتاهة الأصلي الذي طوره الطبيب جيمس كوكس.

## أصل إجراءات المتاهة المصغرة (إجراء متاهة كوكس)
طوّر الطبيب  جيمس كوكس وزملاؤه إجراء «المتاهة» أو «متاهة كوكس»، وهو جراحة قلبية «مفتوحة» تهدف إلى علاج حالة الرجفان الأذيني، ونُفّذ أول إجراء في عام 1987. تشير «المتاهة» إلى سلسلة من الشقوق تُجرى بشكل يشبه المتاهة في الأذينين. كان الهدف من ذلك هو التخلص من الرجفان الأذيني عن طريق إحداث ندبات اقتطاعية لمنع الدارات الكهربائية غير الطبيعية (دارات عود الدخول الأذينية). يتطلب الإجراء إحداث سلسلة واسعة من الشقوق على الشغاف (من داخل القلب) من خلال كلا الأذينين، وبضع قص متوسط (شق عمودي من خلال عظمة الصدر)، ومجازة قلبية رئوية (جهاز رئوي قلبي؛ دورة دموية خارج الجسم). أُجريت سلسلة من التحسينات، وبلغت ذروتها في عام 1992 في إجراء متاهة كوكس 3، الذي يُعد الآن «المعيار الذهبي» للعلاج الجراحي الفعال للرجفان الأذيني، وكان ناجحًا جدًا في القضاء على الرجفان، ولكن له سيئاته أيضًا. يشار أحيانًا إلى متاهة كوكس 3 باسم «المتاهة التقليدية»، أو «متاهة اقطع وخيّط»، أو ببساطة «المتاهة».

## الإجراءات الجراحية الغازية الأصغرية النخابية للرجفان الأذيني (المتاهة المصغرة)
بُذلت الكثير من الجهود منذ ذلك الحين لتحقيق النجاح والوصول إلى إجراء المتاهة 3، وانخفض التعقيد الجراحي واحتمال حدوث مضاعفات. خلال أواخر تسعينيات القرن العشرين، أُجريت عمليات مماثلة لمتاهة كوكس، ولكن مع عدد أقل من الشقوق الأذينية، ما أدى إلى استخدام مصطلحي «المتاهة المصغرة» أو «ميني ميز»، على الرغم من أنها ما تزال عمليات كبيرة.

كان الهدف الأساسي هو الوصول لإجراء «يشبه المتاهة» لكن عبر النخاب (من الخارج)، بشكل يستطيع فيه الجراحون إجراء العملية على القلب النابض، دون الحاجة إلى مجازة قلبية رئوية. لم يكن ذلك ممكنًا حتى وقت قريب؛ ففي عام 2004، عرَف الدكتور كوكس المتاهة المصغرة بأنها تتطلب مقاربة عبر شغاف القلب:
«باختصار، يبدو أن إحداث الآفات الآتية قد يشفي معظم المرضى الذين يعانون الرجفان الأذيني من أي نوع: الوريد الرئوي الذي يحيط بالشق، وآفة البرزخ الأذيني الأيسر مع آفة الجيوب الإكليلية التاجية المرافقة، وآفة البرزخ الأذيني الأيمن. نطلق على هذا النمط من الآفات الأذينية «إجراء المتاهة المصغرة»... لا يمكن لأي من مصادر الطاقة الحالية -بما في ذلك العلاج بالتبريد (العلاج القري)، والترددات الراديوية أحادية القطب، والترددات الراديوية ثنائية القطب، والموجات الميكروية، وطاقة الليزر- التسبب بآفة على البرزخ الأذيني الأيسر عبر النخاب، بسبب ضرورة الاختراق من خلال الشريان التاجي المنعطف للوصول إلى الجدار الأذيني الأيسر بالقرب من الحلقة التاجية الخلفية. لذلك، لا يمكن تطبيق إجراء المتاهة المصغرة عبر النخاب باستخدام الوسائل المتاحة حاليًا».
على الرغم من أن تعريف الدكتور كوكس لعام 2004 يستبعد على وجه التحديد الطريقة عبر النخاب لعلاج الرجفان الأذيني، فقد تابع هو وآخرون هذا الهدف المهم، وتغير معنى المصطلح عند تطوير إجراءات ناجحة. في عام 2002، أجرى سالتمان عملية اجتثاث (استئصال) جراحي للرجفان الأذيني بالمنظار بشكل كامل، ونشر بعد ذلك نتائجها على 14 مريضًا. أُجريت هذه العمليات عبر النخاب على القلب النابض، دون مجازة القلبية أو بضع قص متوسط. أصبحت طريقتهم تُعرف باسم إجراء المتاهة المصغرة أو إجراء المتاهة المصغرة بالموجات الميكروية، بسبب استخدام طاقة الأمواج الميكروية لإحداث الآفات التي كانت تُجرى سابقًا بواسطة مشرط الجراح.